# Gardikfors kraftstation
Gardikfors kraftstation är ett vattenkraftverk i Umeälven i Västerbotten, beläget vid sjön Gardikens utlopp längst ner i Björkvattsdalen. Sjön Gardiken fungerar som ett magasin för kraftverket, som ligger nedströms Ajaure kraftstation. Kraftstationen planerades för två aggregat men endast ett färdigställdes helt under byggnationen.

## Konstruktion
En 945 meter lång jordfyllnadsdamm dämmer upp utloppet från sjön Gardiken till Umeälven. Dammen har en högsta krönhöjd på 22 meter och består av cirka 450 000 m³ fyllnadsmassor. Utefter sjöns vänstra strand har en klyfta i berget, fylld med sediment, morän och sten tätats genom injektering med cementbruk i jorden. Total injekterades 7 660 m³ cementbruk ner till ett största djup av 58 meter. I dammen finns ett utskov med två 10 meter breda och 4,5 meter höga uppåtgående segmentluckor, den maximal avbördningen är 1 100 m³/s. Intaget byggdes för två aggregat men endast en tilloppstub färdigställdes. Tilloppstuben är utsprängd ur berget med betonggjutna väggar som ger den en diameter på sju meter. Nedre tubkröken är inklädd med plåt. I den underjordiska maskinstationen finns en kaplanturbin med vertikal axel och med spiral av plåt. Turbinen är dimensionerad för ett flöde på 150 m³/s och en fallhöjd 39 meter, vid ett varvtal på 150 varv per minut, diametern på löphjulet är 5 meter. Från maskinstationen leddes vattnet ut genom en 400 meter lång avloppstunnel och vidare ut i en 5 400 meter lån avloppskanal.